# Joseph Capgras
Jean Marie Joseph Capgras (Verdun-sur-Garonne, 23 agosto 1873 – Parigi, 27 gennaio 1950) è stato uno psichiatra francese.

## Biografia
Conseguì il diploma in medicina a Tolosa, in seguito lavorò in diverse istituzioni mentali in Francia. Durante la seconda parte della sua carriera, lavorò presso lo Hôpital Sainte-Anne.
Con il suo mentore, Paul Sérieux (1864-1947), contribuì alla pubblicazione di un'opera psichiatrica intitolata Les Folies raisonnantes (1909) e Les Psychoses à base d'interprétations délirantes. Con Sérieux, descrisse un tipo di psicosi paranoica non schizofrenica denominata Délire d'interprétation de Sérieux et Capgras.
La Sindrome di Capgras fu descritta dallo stesso Capgras nel 1923 con l'aiuto di Jean Reboul-Lachaux, intitolato L'illusion des "sosies" dans un délire systématisé chronique.